# Collegi elettorali del Regno di Sardegna del 1860
I 127 collegi elettorali del Regno di Sardegna del 1860 per le regioni Emilia e Toscana furono istituiti da due diversi atti normativi, nella specie:
- la Tabella allegata al decreto 25 gennaio 1860 del governatore delle Regie province dell'Emilia, Luigi Carlo Farini, introdusse 70 collegi (numeri da 261 a 330)[1], operativi nelle 8 province emiliane e romagnole;
- la Tabella allegata al decreto 21 gennaio 1860 del Regio governo della Toscana introdusse 57 ulteriori collegi (numeri da 331 a 387), operativi nelle 7 province toscane[2].

Furono dunque istituiti 127 nuovi collegi, i quali si aggiunsero ai 260 collegi del 1859.
I complessivi 387 collegi furono operativi in occasione delle suppletive delle elezioni politiche del 1860 (VII legislatura).
Per vari collegi istituiti nelle province di Parma e Piacenza (Parma I, Parma II, Borgo San Donnino, Borgotaro, Piacenza, Castel San Giovanni e Bettola), furono precursori alcuni collegi del 1848, istituiti dopo il passaggio alla monarchia sabauda dei territori già ricompresi nel ducato di Parma e Piacenza (riceduti tra il 1848 e il 1849, in seguito all'Armistizio Salasco). Le province parmensi ottennero 15 seggi in luogo dei 18 del decennio precedente.

## Elenco
| Numero | Provincia | Circondario              | Collegio                    |
| ------ | --------- | ------------------------ | --------------------------- |
| 261    | Bologna   | Bologna                  | Bologna I                   |
| 262    | Bologna   | Bologna                  | Bologna II                  |
| 263    | Bologna   | Bologna                  | Bologna III                 |
| 264    | Bologna   | Bologna                  | Bologna IV                  |
| 265    | Bologna   | Bologna                  | Bologna V                   |
| 266    | Bologna   | Bologna                  | Budrio                      |
| 267    | Bologna   | Bologna                  | Castel Maggiore             |
| 268    | Bologna   | Bologna                  | San Giovanni in Persiceto   |
| 269    | Bologna   | Bologna                  | San Giorgio di Piano        |
| 270    | Bologna   | Imola                    | Imola                       |
| 271    | Bologna   | Imola                    | Castel San Pietro           |
| 272    | Bologna   | Vergato                  | Vergato                     |
| 273    | Ferrara   | Ferrara                  | Ferrara I                   |
| 274    | Ferrara   | Ferrara                  | Ferrara II                  |
| 275    | Ferrara   | Ferrara                  | Ferrara III                 |
| 276    | Ferrara   | Ferrara                  | Argenta                     |
| 277    | Ferrara   | Cento                    | Cento                       |
| 278    | Ferrara   | Cento                    | Finale                      |
| 279    | Ferrara   | Comacchio                | Comacchio                   |
| 280    | Forlì     | Forlì                    | Forlì                       |
| 281    | Forlì     | Forlì                    | Meldola                     |
| 282    | Forlì     | Cesena                   | Cesena I                    |
| 283    | Forlì     | Cesena                   | Cesena II                   |
| 284    | Forlì     | Cesena                   | Savignano                   |
| 285    | Forlì     | Rimini                   | Rimini                      |
| 286    | Forlì     | Rimini                   | Sant'Arcangelo              |
| 287    | Massa     | Massa                    | Massa                       |
| 288    | Massa     | Massa                    | Carrara                     |
| 289    | Massa     | Massa                    | Fivizzano                   |
| 290    | Massa     | Pontremoli               | Pontremoli                  |
| 291    | Modena    | Modena                   | Modena I                    |
| 292    | Modena    | Modena                   | Modena II                   |
| 293    | Modena    | Modena                   | Sassuolo                    |
| 294    | Modena    | Modena                   | Castelfranco                |
| 295    | Modena    | Modena                   | Carpi                       |
| 296    | Modena    | Mirandola                | Mirandola                   |
| 297    | Modena    | Mirandola                | Concordia                   |
| 298    | Modena    | Pavullo                  | Pavullo                     |
| 299    | Modena    | Pavullo                  | Montefiorino                |
| 300    | Modena    | Castelnovo di Garfagnana | Castelnovo di Garfagnana    |
| 301    | Parma     | Parma                    | Parma I                     |
| 302    | Parma     | Parma                    | Parma II                    |
| 303    | Parma     | Parma                    | Corniglio                   |
| 304    | Parma     | Parma                    | San Donato                  |
| 305    | Parma     | Borgo San Donnino        | Borgo San Donnino           |
| 306    | Parma     | Borgo San Donnino        | San Secondo                 |
| 307    | Parma     | Borgo San Donnino        | San Pancrazio               |
| 308    | Parma     | Valditaro                | Borgotaro                   |
| 309    | Piacenza  | Piacenza                 | Piacenza                    |
| 310    | Piacenza  | Piacenza                 | Castel San Giovanni         |
| 311    | Piacenza  | Piacenza                 | Rivergaro                   |
| 312    | Piacenza  | Piacenza                 | Bettola                     |
| 313    | Piacenza  | Fiorenzuola              | Fiorenzuola                 |
| 314    | Piacenza  | Fiorenzuola              | Carpaneto                   |
| 315    | Piacenza  | Fiorenzuola              | Monticelli                  |
| 316    | Ravenna   | Ravenna                  | Ravenna I                   |
| 317    | Ravenna   | Ravenna                  | Ravenna II                  |
| 318    | Ravenna   | Ravenna                  | Ravenna III                 |
| 319    | Ravenna   | Lugo                     | Lugo                        |
| 320    | Ravenna   | Lugo                     | Bagnacavallo                |
| 321    | Ravenna   | Faenza                   | Faenza                      |
| 322    | Ravenna   | Faenza                   | Castel Bolognese            |
| 323    | Reggio    | Reggio                   | Reggio                      |
| 324    | Reggio    | Reggio                   | Rubiera                     |
| 325    | Reggio    | Reggio                   | Correggio                   |
| 326    | Reggio    | Reggio                   | Montecchio                  |
| 327    | Reggio    | Reggio                   | Scandiano                   |
| 328    | Reggio    | Reggio                   | Castelnovo ne' Monti        |
| 329    | Reggio    | Guastalla                | Guastalla                   |
| 330    | Reggio    | Guastalla                | Brescello                   |
| 331    | Firenze   | Firenze                  | Bagno a Ripoli              |
| 332    | Firenze   | Firenze                  | Borgo San Lorenzo           |
| 333    | Firenze   | Firenze                  | Campi Bisenzio              |
| 334    | Firenze   | Firenze                  | San Casciano in Val di Pesa |
| 335    | Firenze   | Firenze                  | Firenze I                   |
| 336    | Firenze   | Firenze                  | Firenze II                  |
| 337    | Firenze   | Firenze                  | Firenze III                 |
| 338    | Firenze   | Firenze                  | Firenze IV                  |
| 339    | Firenze   | Firenze                  | Firenzuola                  |
| 340    | Firenze   | Firenze                  | Incisa                      |
| 341    | Firenze   | Firenze                  | Legnaia                     |
| 342    | Firenze   | Firenze                  | Pellegrino                  |
| 343    | Firenze   | Firenze                  | Pontassieve                 |
| 344    | Firenze   | Firenze                  | Prato I                     |
| 345    | Firenze   | Firenze                  | Prato II                    |
| 346    | Firenze   | Pistoia                  | Pistoia I                   |
| 347    | Firenze   | Pistoia                  | Pistoia II                  |
| 348    | Firenze   | Pistoia                  | Serravalle (Toscana)        |
| 349    | Firenze   | San Miniato              | Empoli                      |
| 350    | Firenze   | San Miniato              | Fucecchio                   |
| 351    | Firenze   | San Miniato              | San Miniato                 |
| 352    | Firenze   | Rocca San Casciano       | Rocca San Casciano          |
| 353    | Lucca     | Lucca                    | Borgo a Mozzano             |
| 354    | Lucca     | Lucca                    | Capannori                   |
| 355    | Lucca     | Lucca                    | Lucca I                     |
| 356    | Lucca     | Lucca                    | Lucca II                    |
| 357    | Lucca     | Lucca                    | Montecatini                 |
| 358    | Lucca     | Lucca                    | Pescia                      |
| 359    | Lucca     | Lucca                    | Pietrasanta                 |
| 360    | Lucca     | Lucca                    | Viareggio                   |
| 361    | Pisa      | Pisa                     | Cascina                     |
| 362    | Pisa      | Pisa                     | Lari                        |
| 363    | Pisa      | Pisa                     | Pisa I                      |
| 364    | Pisa      | Pisa                     | Pisa II                     |
| 365    | Pisa      | Pisa                     | Pontedera                   |
| 366    | Pisa      | Volterra                 | Rosignano                   |
| 367    | Pisa      | Volterra                 | Volterra                    |
| 368    | Siena     | Siena                    | Colle                       |
| 369    | Siena     | Siena                    | Montalcino                  |
| 370    | Siena     | Siena                    | Radicondoli                 |
| 371    | Siena     | Siena                    | Siena                       |
| 372    | Siena     | Montepulciano            | Montepulciano               |
| 373    | Siena     | Montepulciano            | Pienza                      |
| 374    | Arezzo    | Arezzo                   | Arezzo I                    |
| 375    | Arezzo    | Arezzo                   | Arezzo II                   |
| 376    | Arezzo    | Arezzo                   | Bibbiena                    |
| 377    | Arezzo    | Arezzo                   | Castiglion Fiorentino       |
| 378    | Arezzo    | Arezzo                   | Cortona                     |
| 379    | Arezzo    | Arezzo                   | San Giovanni in Toscana     |
| 380    | Arezzo    | Arezzo                   | San Sepolcro                |
| 381    | Grosseto  | Grosseto                 | Arcidosso                   |
| 382    | Grosseto  | Grosseto                 | Grosseto                    |
| 383    | Grosseto  | Grosseto                 | Massa Marittima             |
| 384    | Livorno   | Livorno                  | Livorno I                   |
| 385    | Livorno   | Livorno                  | Livorno II                  |
| 386    | Livorno   | Livorno                  | Livorno III                 |
| 387    | Livorno   | Isola dell'Elba          | Portoferraio                |